# Frederick Denison Maurice
Frederick Denison Maurice (født 29. august 1805, død 1. april 1872) var en engelsk præst og professor. 
Faderen var unitarisk præst, men sønnen kunde ikke finde sig tilfreds med faderens standpunkt og trådte efter lang betænkning over til den anglikanske kirke. I Cambridge, hvor han studerede humaniora og jura, gjorde Julius Hares forelæsninger stærkt indtryk på ham. Han afbrød imidlertid sine studier og helligede sig i nogle år til journalistisk virksomhed og redigerede et ugeblad. 
Da han var kommen til ro i religiøs henseende, tog han den beslutning, at han vilde være præst, og rejste til Oxford for at fuldende sine studier. I 1836 blev han præst ved Guy's Hospital i London og udfoldede allerede nu en temmelig stor litterær virksomhed. Med det anglokatolske parti, som han var trådt i forhold til i Oxford, kom det til et brud, da han skarpt angreb Dr. Puseys traktat om dåben. 
I 1840 blev han professor i engelsk litteratur ved King's College i London, 1846 teologisk professor sammesteds og samtidig præst ved juristkorporationen i Lincoln's Inn. I 1853 blev han afskediget fra sit professorat på grund af afvigende teologiske meninger; 1860 blev han præst ved St.-Peters-Kapel (Vere Street) og 1866 professor i teologi i Cambridge. Som præst for Lincoln's Inn kom han i berøring med mange unge jurister, af hvilke navnlig John Malcolm Ludlow kom til at stå ham nær. 
I 1846 samledes en del af disse unge jurister, der anvendte deres fritid til at arbejde i det omliggende fattigkvarter, hos Maurice. Og da Chartistbevægelsen et par år senere kom til London, trådte disse sammen med præsten Charles Kingsley op med en stærk appel til de kristne, at de skulde gøre ret over for de fattige. De antog navnet "kristne socialister", som modsætning til ukristne socialister og usocialistike kristne. De ventede ikke hjælpen fra staten, men fra den gensidige sammenslutning (kooperation). 
Trods voldsom modstand fra de herskende partiers side lykkedes det at føre den kooperative bevægelse fremad, så den stod som en stormagt i England, begyndende med konsumforeninger og senere udviklende sig til produktionsforeninger. Til disse knyttede sig ofte uddannelsesanstalter, der havde deres forbillede i det af Maurice grundlagte Working Mens' College. Motivet for alt hans arbejde for "kristelig socialisme" var at protestere mod, at egenkærligheden var samfundets basis og universets grundlov. 
Maurice var en meget åndelig bevæget mand, og der har ikke været mange spørgsmål, som optog sindene, uden at han har ytret sig derom, og overalt møder man den samme noble, uselviske personlighed. Hans stil har ofte noget ubehjælpsomt over sig, men hans person har haft betydning for mangfoldige mennesker, også for sådanne, hvis standpunkt var vidt forskellig fra hans. Der er ikke mange, som Stuart Mill omtaler med større ærbødighed end ham.